# ستيفن جونز (لاعب هوكي جليد)
ستيفن جونز (بالإنجليزية: Stephen Johns)‏ هو لاعب هوكي جليد أمريكي، ولد في 18 أبريل 1992 في وامبوم في الولايات المتحدة.

## وصلات خارجية
- ستيفن جونز على موقع دوري الهوكي الوطني (الإنجليزية)
- ستيفن جونز على موقع EliteProspects.com (الإنجليزية)
- ستيفن جونز على موقع HockeyDB.com (الإنجليزية)
- ستيفن جونز على موقع Hockey-Reference.com (الإنجليزية)